# Décembre 1911

## Événements
- L’émir de l’Adrar Ahmed Ould Aïda, chassé de Mauritanie par l’armée française se réfugie dans le Hodh, au nord-ouest de Tombouctou. Il est vaincu et fait prisonnier le 13 avril 1912[1]. Après cette opération, un poste militaire est établi à Oualata.
- Portugal : en réaction à la loi de séparation de l'Église et de l'État, lettre pastorale, dont la lecture dans les églises est interdite par le Parlement. Exil du patriarche de Lisbonne, des archevêques d’Evora et de Braga, des évêques. Les prêtres refusent à 80 % les pensions offertes par l’État. Le conflit s’apaisera rapidement.

- 1er décembre : la Mongolie-Extérieure fait sécession avec l’appui de l'Empire russe.

- 10 décembre : après un périple de 84 jours (départ le 17 septembre), 49 atterrissages et nombre d'accidents, Calbraith Rodgers parvient à relier la côte est et la côte ouest des États-Unis en avion. Il ne remporte pas le prix mis en jeu par W.R. Hearst, offrant 50 000 dollars au premier aviateur reliant les deux côtes américaines en moins d'un mois.

- 11 décembre (Inde) : la décision d’annuler la partition du Bengale est prononcée par le roi George V du Royaume-Uni lors de son couronnement comme empereur des Indes au Grand Durbar (assemblée de notables), à Delhi.

- 12 décembre : la ville de New Delhi est en construction pour devenir la capitale de l'Inde britannique à la place de Calcutta.

- 14 décembre : Roald Amundsen atteint pour la première fois le pôle Sud.

- 24 décembre [2] : dissolution du second majlis en Iran sous la pression des Russes et des Britanniques. Fin de la révolution constitutionnelle de l'Iran. Le shah de Perse Mohammad Ali Shah est restauré.

- 30 décembre, Chine : élection de Sun Yat-sen comme premier président de la République de Chine.

## Naissances
- 5 décembre :
  - Alfred Manessier, peintre français († 1er août 1993).
  - Władysław Szpilman, compositeur polonais († 6 juillet 2000).
- 11 décembre : Naguib Mahfouz, écrivain égyptien († 30 août 2006).
- 18 décembre : Jules Dassin, réalisateur américain († 31 mars 2008).
- 21 décembre : Junie Astor, comédienne († 22 août 1967).
- 25 décembre : Burne Hogarth, dessinateur de bande dessinée américain  († 28 janvier 1996).
- 29 décembre : Klaus Fuchs, physicien allemand († 28 janvier 1988).

## Décès
- 8 décembre :
  - Alphonse Legros, peintre, graveur et sculpteur britannique d'origine française (° 8 mai 1837).
  - Tony Robert-Fleury, peintre français (° 1er septembre 1837).
- 15 décembre : Susan Hallowell, botaniste américaine (° 25 août 1835).
- 28 décembre : Alphonse Muraton, peintre français (° 16 avril 1824).